# Liste der Wappen in Sierra Leone
Die Liste der Wappen in Sierra Leone beinhaltet offizielle Wappen in Sierra Leone.

## Sierra Leone

Sierra Leone (Details)
Präsidentensiegel Sierra Leone

## Regionen und Provinzen

Eastern Province
Northern Province
North West Province
Southern Province
Western Area

## Distrikte

### Eastern

Kenema
Kailahun
Kono

### Northern

Bombali
Falaba
Koinadugu
Tonkolili

### North West

Kambia
Karene
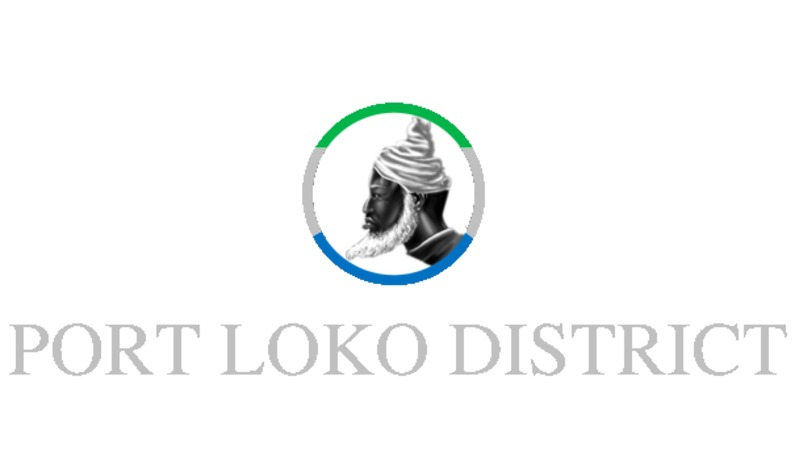
Port Loko

### Southern

Bo
Bonthe
Moyamba
Pujehun

### Western

Western Area Rural
Western Area Urban

## Städte und Gemeinden

Bo
Bonthe
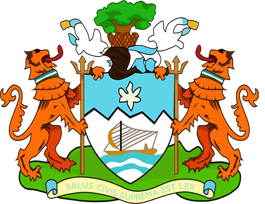
Freetown
Kenema
Koidu
Makeni

## Nicht-hoheitliche Wappen staatlicher Einrichtungen

University of Sierra Leone
Njala University
University of Makeni

## Historische Wappen

Kolonialwappen 1889–1914
Kolonialwappen 1916–1961